# Haliplus ruficollis
Haliplus ruficollis es una especie de escarabajo acuático del género Haliplus, familia Haliplidae. Fue descrita científicamente por De Geer en 1774.
Esta especie se puede encontrar en varios países de Europa como Gran Bretaña e Irlanda del Norte, Países Bajos, Noruega, Dinamarca, Francia, Suecia, Irlanda, Bélgica, Alemania, Finlandia, Polonia, Estonia, Luxemburgo, Austria, Suiza, España, Federación Rusa, Italia, Canadá, Bielorrusia, Letonia, isla de Man y Ucrania, aunque está ausente en Albania y todas las islas europeas excepto Córcega, también en los Estados Unidos, China, el Cercano Oriente y el Paleártico Oriental.